# Azon a karácsonyon
Az Azon a karácsonyon (eredeti cím: That Christmas) 2024-ben bemutatott amerikai–brit 3D-s számítógépes animációs fantasy filmvígjáték, amelyet Simon Otto rendezett, Richard Curtis That Christmas and Other Stories című könyve alapján.
Amerikában és Magyarországon 2024. december 4-én mutatta be a Netflix.

## Cselekmény
A tengerparti Wellington-on-Sea városkában a helyiek a karácsony megünneplésére készülnek, az eseményeket pedig Bill, a világítótorony őre szervezi. A történet három csoportot követ: Danny Williams, egy félénk új fiú a városban, aki próbál megbirkózni szülei válásával; Sam és Charlie Beccles, egypetéjű ikerlányok, akik közül Sam szorongó, Charlie pedig csintalan; valamint Bernadette McNutt, egy szenvedélyes helyi lázadó, aki szeretné feldobni az ünnepi hagyományokat. Az iskolai karácsonyi színdarabban Bernadette egy szokatlanabb, liberálisabb előadást rendez, amit sok szülő nem néz jó szemmel. Danny majdnem lemarad a jelenetéről, mert bámulja Samet, amikor ő és Charlie az utolsó pillanatban érkeznek meg. Danny szomorú, de nem meglepett, hogy édesanyja a munka miatt nem tud maradni. Otthon cetliken keresztül beszélgetnek a darabról és arról, hogy Danny beleszeretett Sambe.
Másnap az iskolát lezárják az időjárás miatt, de Mrs. Williams nem veszi észre az értesítést, így Danny elindul, és Mrs. Trapper, a tanára, rajtakapja. Mivel Danny gyengén teljesít, aznap iskolában kell maradnia tanulni. Egy tízperces szünetben Mrs. Trapper megtanítja neki, hogyan kell rendesen hóembert építeni, és Danny észreveszi, hogy a tanárnő valójában nagyon szomorú, bár a napot együtt, játékkal töltik a hóban. Sam eközben figyeli, ahogy Charlie csínyt eszel ki egy szomszéd ellen, aki rosszul bánik a kutyájával, de az anyjuk leszidja Charlie-t. Szenteste Bernadette húgával, Evie-vel, valamint Nisha Mulji-val, Teddyvel és Scarlett Forresttel egy istállóban gyűlik össze a házaik közelében, ahol a szülők távollétében (egy esküvőn vannak) megtartják éves karácsonyi hagyományaikat. A Beccles lányoknak egy közeli farmról kell pulykát szerezniük, mivel a hentes a hóvihar miatt nem kapott szállítmányt, és Farmer Yirrell csak élve vágott állatokat tud eladni. A farmon Charlie kiszökik, hogy kiszabadítsa a pulykákat, de Sam leszidja őt az önfejűsége miatt. Közben Mrs. Williams elküldi Danny-t a Beccles család boltjába, hogy vegyen gumicukrot az apjának. Mivel a bolt zárva van, Sam beinvitálja Dannyt, hogy melegedjen meg, de a fiú visszautasítja, és inkább hazamegy az apjához. A szülők, akik a lagziból tartanak haza, kénytelenek kerülőúton menni a hóvihar miatt, de autójuk lesodródik egy hídról, és egy lejtőn megcsúszva az út szélére kerülnek. Telefonon tudatják a gyerekekkel, hogy csak reggel tudnak hazaérni, így kérik őket, hogy töltsék együtt az éjszakát. Mire Danny hazaér, apja felhívja, hogy nem tud eljönni hozzá a hóvihar miatt.
Amíg Danny az anyjával alszik, aki vigasztalja őt, megérkezik a Télapó Wellingtonba Táltossal (az egyik rénszarvassal). Miután megtudja, mi zajlik Danny életében, otthagyja neki a megtömött karácsonyi zokniját, valamint egy quadot a házuk előtt. A gyerekek történeteit hallva a Télapó mindenkinek különös ajándékokat hagy. Mivel úgy látja, hogy Sam jó volt, Charlie pedig rossz, vonakodva, de Charlie-nak is hagy ajándékot. Charlie boldogan ébred a csomagokra, ám szomorúan észreveszi, hogy azok valójában Samnek szólnak, mivel az ő zoknija üres. Ezért átteszi az összes ajándékot Sam zoknijába. Ekkor a Mikulás észleli, hogy Charlie valójában jó volt, így visszatér Wellingtonba. Karácsony napján Charlie arra ébred, hogy Sam örömében sír, és megdicséri őt. Sam rámutat Charlie zoknijára, ami most tele van, benne pedig egy gombbal, amin az áll: „hivatalosan is jó”. Charlie elteszi a gombot, de nem mutatja meg a családjának. Később, miközben Charlie rendetlenséget csinál a saját oldalán, Sam megtalálja a nővére jegyzeteit, és rájön, hogy Charlie minden csínyt az ő érdekében tett, még egy tervet is kidolgozott, hogy ő és Danny összejöhessenek. Mikor a gyerekek felébrednek, felfedezik az ajándékokat, és Bernadette vezeti őket abban, hogy olyan karácsonyuk legyen, amilyet ők szeretnének. Eközben Evie egy bújócska alatt egy pulykacsapatot követ. Danny először nagyon boldog, de lehangolódik, amikor megtudja, hogy anyjának dolgoznia kell, mert Lighthouse Bill anyja beteg. Egy kisebb vita után Mrs. Williams elmegy, Danny pedig, észrevéve, hogy Mrs. Trapper egyedül van, felajánlja, hogy ebédeljen vele, de a tanárnő ezt visszautasítja, és inkább segít Dannynak megérteni az anyja nézőpontját.bEközben a szülők még mindig a lejtőn rekedtek, így felhívják Mrs. Trappert, aki Danny segítségét kéri. Danny meggyőzi Yirrellt, hogy húzza vissza őket a házukhoz. Végül mindenkit gyermekeik üdvözölnek otthon, és Danny készít egy iglut. az anyjának. Ő és Mrs. Williams kibékülnek, és meghívják Mrs. Trappert az ünnepi asztalukhoz, de ő ezt udvariasan visszautasítja, és inkább Jamie (a férje, aki a Falkland-szigeteki háborúban halt meg) emlékeit nézegeti egy dobozban.
Közben a szülők észreveszik, hogy Evie eltűnt, és keresésére indulnak , az egész város összefog. Mrs. Trapper felkéri Dannyt, hogy vigye el őt a McNutt házhoz, ahol ő veszi át az irányítást. Sam és Charlie útközben találkoznak Dannyyel, és csatlakoznak hozzá a quadon. Hármasban felkeresik Billt is, hogy segítsen Evie megtalálásában. Szerencsére Bill bevilágít a világítótorony fényével, és felfedeznek egy lábnyomsort, amely egy sor tengerparti kunyhóhoz vezet, ahol rátalálnak Evie-re, aki pulykákkal együtt keresett menedéket. Miután Bernadette és Evie szülei megérkeznek, Bernadette bocsánatot kér az anyjától, aki megbocsát neki. Mikor kiderül, hogy Danny javasolta a világítótorony használatát, Bernadette hősként ünnepli őt, Danny pedig randira hívja Samet. December 26-án Bill lemegy a tengerpartra, hogy megmártózzon a hideg óceánban, a város fele csatlakozik hozzá, hogy együtt élvezzék a napot.

## Szereplők
| Szerep            | Eredeti hang        | Magyar hang       |
| ----------------- | ------------------- | ----------------- |
| Télapó            | Brian Cox           | Borbiczki Ferenc  |
| Mrs. Trampi       | Fiona Shaw          | Halász Aranka     |
| Mrs. Williams     | Jodie Whittaker     | Nádorfi Krisztina |
| Mrs. McMent       | Lolly Adefope       | Makay Andrea      |
| Mr. Forrest       | Alex Macqueen       | Bácskai János     |
| Mrs. Forrest      | Katherine Parkinson | Mezei Kitty       |
| Mrs. Mulji        | Sindhu Vee          | Náray Erika       |
| Mrs. Bekli        | Rosie Cavaliero     | Haffner Anikó     |
| Yirrell           | Paul Kaye           | Schneider Zoltán  |
| Táltos            | Guz Khan            | Weigert Viktor    |
| Mr. Bekli         | Andy Nyman          | Holl Nándor       |
| Bill              | Bill Nighy          | Csuha Lajos       |
| Mr. McMent        | Rhys Darby          | Bozsó Péter       |
| Mrs. Horton       | Deborah Findlay     | Kokas Piroska     |
| Danny Williams    | Jack Wisniewski     | Rostás Ábel       |
| Sam Bekli         | Zazie Hayhurst      | Schmidt Karolina  |
| Bernadette McMent | India Brown         | Engel-Iván Lili   |
| Teddy Forrest     | Freddie Spry        | Szily András      |
| Scarlett Forrest  | Ava Talbot          | Tóth Rozina       |
| Nisha Mulji       | Kuhu Agarwal        | Kobela Kíra       |
| Charlie Bekli     | Sienna Sayer        | Schmidt Regina    |
| Evie McMent       | Bronte Smith        | Csiki Babita      |

### Magyar változat
- Magyar szöveg: Minya Ágnes
- Hangmérnök: Géczy Levente
- Vágó: Győrösi Gabriella
- Gyártásvezető: Kassai Zsuzsa
- Szinkronrendező: Pesti Zsuzsanna
- Produkciós vezető: Horján Annamária

A szinkront a Direct Dub Studios készítette el.

## A film készítése
2019 novemberében bejelentették, hogy a Locksmith Animation fejlesztés alatt álló animációs nagyjátékfilmet készít The Empty Stocking címmel, amely Richard Curtis That Christmas and Other Stories című karácsonyi gyerekkönyv-trilógiáján alapul, Rebecca Cobb illusztrációival. 2021. június 14-én a stúdió hivatalosan is bejelentette, hogy a film új címe Azon a karácsonyon lett, és a rendezői feladatokat Simon Otto látja el, aki ezzel a filmmel debütál rendezőként. 2022 májusában a Locksmith Animation megerősítette, hogy a digitális gyártást a DNEG Animation végzi, akikkel korábban már együttműködtek a Hibás Ron című film kapcsán. Ugyanebben a hónapban Nicole P. Hearon és Adam Tandy lettek a film producerei, míg Richard Curtis, Rebecca Cobb, Bonnie Arnold, Lara Breay, Javier Hernáez, Mary Coleman, Natalie Fischer, Colin Hopkins, Julie Lockhart, Elisabeth Murdoch és Sarah Smith vezető producerként csatlakoztak a projekthez. 2023 novemberében bejelentették, hogy John Powell komponálja a film zenéjét. 2024. március 20-án Brian Cox, Fiona Shaw, Jodie Whittaker és Bill Nighy neve is nyilvánosságra került a szereplőgárdából. 2024 augusztusában arról számoltak be, hogy az angol énekes-dalszerző Ed Sheeran egy új dalt ír a filmhez, amelynek címe "Under the Tree" lesz.